# Дар'я Карпенко
Дар'я Карпенко (нар. 13 березня 1985) — казахська борчиня вільного стилю, срібна та бронзова призерка чемпіонатів Азії. Майстер спорту міжнародного класу з вільної боротьби.

## Життєпис
Боротьбою почала займатися з 2000 року.
Виступала за борцівський клуб ЦСКА, Алмати. Тренер — Олег Янович.
У 2003 році стала абсолютною чемпіонкою Казахстану. 2010 року змушена була піти зі спорту через важку травму шиї. Закінчивши медичні курси, пішла працювати у фітнес-клуб. Пропрацювавши один рік, вийшла заміж і пішла у декретну відпустку. під час вагітності стала важити 107 кг. Щоб прийти у форму, почала посилено тренуватися. Вистроїла для себе план індивідуальних занять. Особливу увагу приділила режиму харчування. Протягом двох-трьох місяців скинула вагу до 70 кг. Після цього відкрила власний фітнес-клуб «Leader».

## Спортивні результати на міжнародних змаганнях

### Виступи на Чемпіонатах світу
| Змагання                        | Збірна    | Вагова категорія          | Місце |
| ------------------------------- | --------- | ------------------------- | ----- |
| Чемпіонат світу з боротьби 2007 | Казахстан | жіноча боротьба, до 67 кг | 5     |
| Чемпіонат світу з боротьби 2009 | Казахстан | жіноча боротьба, до 72 кг | 12    |

### Виступи на Чемпіонатах Азії
| Змагання                       | Збірна    | Вагова категорія          | Місце  |
| ------------------------------ | --------- | ------------------------- | ------ |
| Чемпіонат Азії з боротьби 2004 | Казахстан | жіноча боротьба, до 63 кг | 6      |
| Чемпіонат Азії з боротьби 2007 | Казахстан | жіноча боротьба, до 67 кг | Срібло |
| Чемпіонат Азії з боротьби 2008 | Казахстан | жіноча боротьба, до 67 кг | Бронза |
| Чемпіонат Азії з боротьби 2009 | Казахстан | жіноча боротьба, до 72 кг | 8      |

### Виступи на Азійських іграх
| Змагання           | Збірна    | Вагова категорія          | Місце |
| ------------------ | --------- | ------------------------- | ----- |
| Азійські ігри 2006 | Казахстан | жіноча боротьба, до 72 кг | 8     |

### Виступи на інших змаганнях
| Змагання                         | Збірна    | Вагова категорія          | Місце |
| -------------------------------- | --------- | ------------------------- | ----- |
| Золотий Гран-прі з боротьби 2009 | Казахстан | жіноча боротьба, до 72 кг | 11    |